# Rito funebre
Il rito funebre (o funerale) è un rituale civile e/o religioso che si svolge in seguito alla morte di una persona.
Gli usi e le tradizioni relative a tale evento variano secondo il luogo, la fede religiosa o il desiderio del defunto e dei suoi congiunti. Il termine deriva dal latino funus, che ha molti significati e probabilmente associa il rito all'azione del calare il corpo nella sepoltura con delle funi. È celebrato in genere al cospetto della salma con la partecipazione di alcuni individui appartenenti al gruppo sociale di riferimento (famiglia, cerchia delle amicizie del defunto, conoscenti, colleghi etc.).

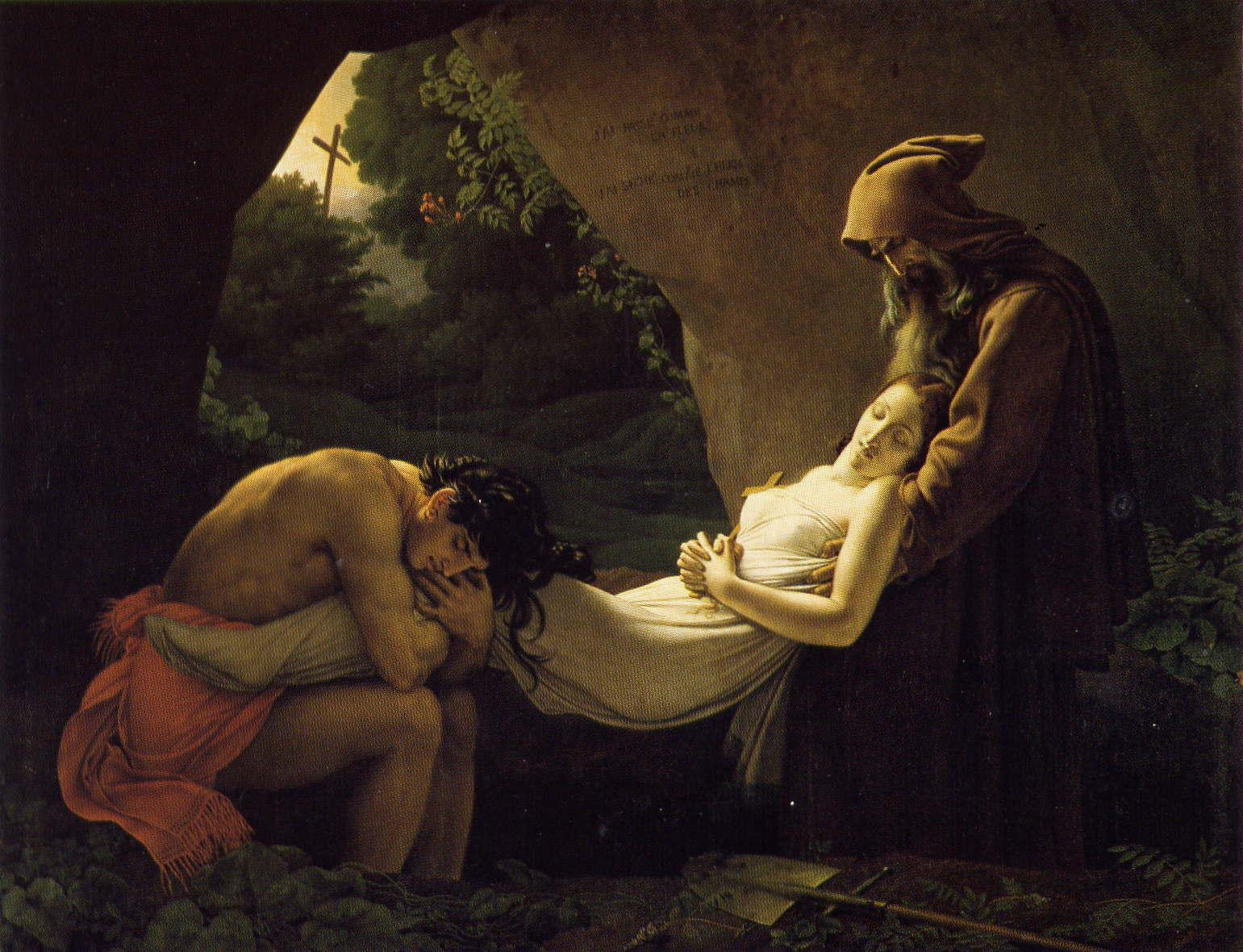
Anne-Louis Girodet de Roussy-Trioson I funerali d'Atala (1808) Museo del Louvre

## Storia

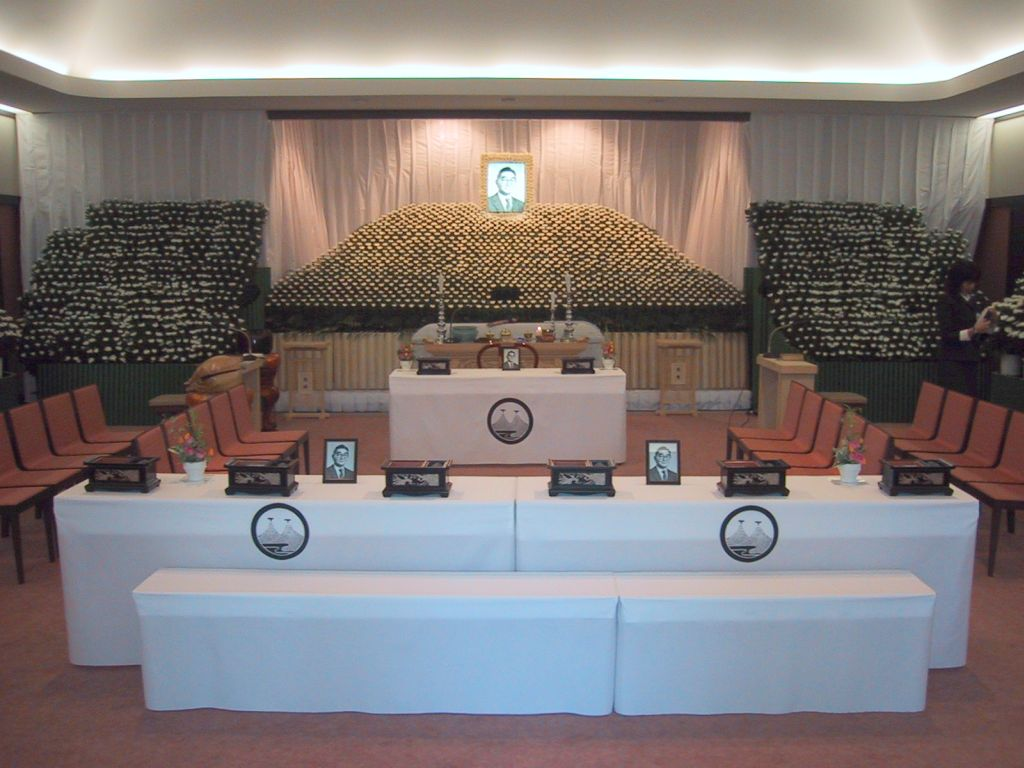
Allestimento per un funerale in Giappone

I riti funebri sembrano essere stati celebrati sin da tempi remotissimi. Nelle grotte dello Shanidar, in Iraq, sono stati scoperti degli scheletri di Neanderthal coperti da un caratteristico strato di polline: ciò ha suggerito che nel periodo di Neanderthal i morti potessero essere sepolti con un minimo di cerimoniale di cui il presunto ormeggio di cose al modo floreale potrebbe rappresentare un già arcaico simbolismo; un'elaborazione possibile di tale assunto è che già allora si credesse in un aldilà e che in ogni caso gli uomini fossero ben consci ciascuno della propria mortalità e capaci di esprimere un lutto.

### Nella Grecia classica (Penisola greca e Penisola del Peloponneso)
Nel mondo greco, gli onori dovuti ai morti erano un dovere fondamentale di pietà religiosa, che spettava ai figli o ai parenti più stretti.
Si riteneva che la celebrazione del rituale propiziasse il viaggio del defunto verso l'Ade. Si credeva infatti che l'anima di chi non avesse ricevuto onori funebri fosse condannata a vagare senza pace e perseguitasse quanti non avevano osservato l'obbligo dei funerali. Descrizioni dei rituali più antichi si trovano nei poemi omerici e comprendono l'esposizione del cadavere (próthesis) e il compianto delle donne (góos).
Il rito tradizionale non presenta comunque sostanziali mutamenti nel tempo. Le donne lavavano il corpo del defunto e lo cospargevano di essenze dopo che gli erano stati chiusi gli occhi (in epoca classica si affermò l'uso di porre nella bocca un obolo, il pagamento del passaggio sulla barca di Caronte). Rivestito e avvolto in un sudario, il corpo veniva esposto su un letto, con i piedi rivolti verso la porta; su di esso si ponevano corone e bende. L'esposizione aveva una durata variabile (in genere uno o due giorni) e la salma veniva vegliata durante la notte. La casa veniva addobbata con corone (soprattutto di mirto e di alloro) e davanti alla porta veniva posto un vaso colmo d'acqua perché i visitatori potessero purificarsi quando uscivano. La legislazione di Solone intese limitare sia il lusso degli apparati sia manifestazioni eccessive, quali sacrifici di buoi o l'usanza di percuotersi la testa e il petto o di graffiarsi il volto o strapparsi i capelli; si vietava, inoltre, la partecipazione di donne che non appartenessero alla famiglia, lamentatrici di professione che intonavano canti funebri (lo sfarzo dei funerali, nonché la dismisura nell'espressione del lutto e del cordoglio erano caratteristici della società omerica).
La sepoltura aveva luogo prima dell'alba. Una processione seguiva il carro con il quale la salma veniva trasportata fino alla necropoli (ma a volte si trasportava a braccia il letto funebre): l'apriva una donna che portava un vaso per le libagioni, seguita dagli uomini, dalle donne e da suonatori di flauto. Si procedeva poi alla cremazione o all'inumazione: nel primo caso, la salma veniva posta su alcuni oggetti cari al defunto; le ceneri erano raccolte in un'urna che veniva collocata nel monumento della famiglia; nel caso della sepoltura (la procedura più diffusa), il corpo veniva posto in una bara in legno o terracotta. Il corredo funebre era costituito da oggetti della vita quotidiana (armi, strigili, dadi ecc. per gli uomini; fiale di profumi, gioielli, strumenti del lavoro domestico ecc. per le donne; giocattoli per i bambini); nella tomba si ponevano, inoltre, offerte votive di cibo, entro coppe, vasi, piatti ecc., quindi si eseguivano libagioni, frantumando poi parte dei recipienti utilizzati. Nel corso dei funerali pubblici e solenni riservati ai caduti in guerra, veniva pronunciato un elogio e talvolta si tenevano giochi.
Oltre al culto privato, si dedicavano ai morti celebrazioni pubbliche e ufficiali. In Grecia la meglio nota è costituita dalle Antesterie, festa che durava tre giorni nel mese detto appunto Antesterione (febbraio-marzo).
L'orazione funebre tenuta da un oratore per un personaggio illustre era detta epitaffio. Canti funebri erano il treno e l'epicedio.

### Funerali nell'antica Roma
Nell'antica Roma, il maschio più anziano della casa, il pater familias, veniva chiamato al capezzale del moribondo, dove aveva il compito di raccogliere l'ultimo alito vitale di chi si trovava in agonia.
I funerali delle persone eccellenti venivano normalmente affidati a professionisti, veri e propri impresari di pompe funebri chiamati libitinarii. Nessuna descrizione diretta dei riti funebri è giunta fino a noi, comunque è dato supporre che, generalmente, comprendessero una processione pubblica alla tomba (o alla pira funeraria, sulla quale il corpo veniva cremato). Di tale corteo val la pena notare soprattutto che talvolta i partecipanti portavano maschere con le fattezze degli antenati del defunto. Il diritto di portare tali maschere era concesso per lo più a quelle famiglie tanto prominenti da aver ricoperto magistrature curili. Al termine della processione, quando il corteo giungeva nel Foro, veniva pronunciata la laudatio funebris del defunto.
Mimi, danzatori e musici, come pure lamentatrici professioniste (prefiche) venivano assunti dall'impresa per prendere parte ai funerali. I Romani meno scrupolosi potevano servirsi di mutue società funebri (collegia funeraticia) che svolgevano tali riti per loro conto.
Nove giorni dopo la sistemazione definitiva della salma, avvenuta mediante seppellimento o cremazione, veniva data una festa (coena novendialis), in occasione della quale veniva versato vino o altra bevanda di pregio sulla tomba o sulle ceneri. Poiché la cremazione era la scelta prevalente, v'era l'uso di raccogliere le ceneri in un'urna funeraria e deporle in una nicchia ricavata in una tomba collettiva, chiamata columbarium (colombaia). Durante questi nove giorni, la casa era considerata contaminata (funesta) e veniva ornata di rami di cipresso o tasso perché ne fossero avvertiti i passanti. Alla fine del periodo, veniva spazzata e lavata nel tentativo di purificarla del fantasma del defunto.
Sette festività romane commemoravano gli antenati di una famiglia, compresa la Parentalia che si teneva dal 13 fino al 21 febbraio, per onorare appunto gli avi, e le Lemuria, che si teneva nei primi nove mesi, in occasione della quale si temeva che fossero attivi spettri (larvæ), che il pater familias cercava di placare con l'offerta di piccoli doni.

### Funerali nel giudaismo del Secondo Tempio
Nel giudaismo del secondo tempio si era soliti credere che se gli occhi della Sama erano rimasti aperti in questo mondo, non era possibile la visione beatifica nel nuovo mondo: per questo motivo, si era soliti chiudere gli occhi con un piccolo sasso o con una moneta. Il corpo veniva lavato e vestito con bende e panni bianchi, colore che era simbolo della morte e del lutto punto la cremazione era vietata: il corpo veniva deposto in una bara di legno che veniva fermata per sette volte per recitare il Salmo 91 prima di giungere al luogo della sepoltura, il ricordo delle sette volte in cui è nominata la parola "vanità" all'interno del secondo capitolo del Qohelet.
I partecipanti a rito funebre gettavano una manciata di terra sulla bara deposta nella nuda terra il ricordo delle parole bibliche "polvere sei e polvere ritornerai". Terminato il rito, praticavano un bagno di purificazione.
Un anno dopo il funerale si recavano presso la tomba per prelevarne le ossa con delle bende, al fine di non restarne contaminati, e le deponevano in un ossario.
Le personalità più celebri come Rei somi sacerdoti disponevano di una tomba individuale, alcune famiglie di una tomba per i propri parenti, mentre la maggior parte degli israeliti veniva sepolta in una fossa comune.
Era usanza portare al defunto non dei fiori, ma delle pietre in segno di stabilità.
I parenti del defunto osservavano un lutto di un mese e durante la prima settimana erano sottoposti a particolari restrizioni come il divieto di farsi la barba o di partecipare a feste.

## Significati del rito
Il rito funebre, presso la maggior parte delle culture, si svolge tipicamente alla presenza di una pluralità di persone e spesso è presieduto da un'autorità di riferimento sociale (in questa includendosi ovviamente i ministri del culto), politico o morale.
Il rito assolve spesso ad alcune funzioni sociali, che non sono tuttavia riscontrabili sempre e in egual misura nei vari gruppi etnici e sociali:
- l'ufficializzazione alla comunità della dipartita,
- il richiamo a specifiche concettualità etiche o religiose della comunità di appartenenza,
- il giudizio sul defunto,
- l'espressione di solidarietà alla famiglia.

### L'uscita dal gruppo sociale
Quanto al significato di cessazione della permanenza nel gruppo sociale del defunto, i sopravvissuti che assistono al rito "prendono pubblicamente atto" del trapasso, con il quale possono peraltro avere corso (in realtà iniziano subito dopo la morte) tutti gli effetti civili della dipartita (cosiddetto diritto successorio).
Alquanto diretta, sul punto della nozione, pare l'analogia con altre cerimonie di pubblica "doverosa notifica" alla collettività: un altro esempio è il matrimonio, che ufficializza la nascita di una nuova famiglia. Alcuni studiosi hanno peraltro intravisto un'analogia fra la presenza del pubblico ai funerali e quella dei testimoni a un matrimonio, in entrambi i casi richiedendosi una sorta di "presidio accertativo" con il quale la comunità possa accettare l'evento come avvenuto poiché alcuni suoi membri vi hanno assistito, e a causa di ciò.
Altra analogia minore talvolta riscontrata è che la partecipazione al rito viene vissuta dagli altri sia come dovere sociale che (un po' meno spesso) come dovere personale nei confronti degli sposi o del defunto, a seconda dell'intensità del rapporto che li lega/legava.

### La celebrazione etica o religiosa dell'evento
Quanto ai richiami di ordine etico o metafisico, il funerale può richiamare la concezione che ciascun gruppo ha nei confronti della morte, e per le religioni per cui l'anima non perisce col corpo, la celebrazione vale di suffragio (nel senso linguistico di "conferma") dell'avvenuto passaggio allo stato spirituale, la morte del singolo può essere identificata come momento essenziale di contatto con il dio di riferimento e passaggio alla condizione del mondo ultraterreno.
Il senso del "passaggio", il moto dinamico di transizione, pur essenzialmente antitetico alla staticità della morte scientifica (biologica) e ai suoi noti effetti di devitalità, si individua comunemente nei riti della maggior parte delle religioni, particolarmente per le religioni rivelate: la vita persa - il rito enfatizza - sarebbe solo quella corporale mentre lo spirito, l'anima proseguirebbe la sua esperienza come entità di altro tipo.
Insieme alla considerazione che le religioni sono fedi (e dunque non convinzioni o elaborazioni, quali potrebbero essere quelle della scienza) che implicano proprio definite visioni sul post-mortem e che anche per questo si abbracciano, l'accento che il rito pone sul passaggio segnala l'importanza massima di queste celebrazioni, per alcuni versi le più significative delle rispettive teologie.

### Il giudizio sull'estinto
Circa il giudizio sulla persona deceduta - come detto, non sempre parte del rito - il funerale può avere la funzione di porre in evidenza le azioni e le scelte compiute in vita dal defunto, al fine di ricavarne insegnamento utile per la comunità enucleandosene una sintesi che spesso si esprime nella orazione funebre.
Trattandosi di una cerimonia che comunque si rende in onore del defunto, pare di generale diffusione una pietosa benevolenza circa le eventuali malefatte del trapassato, e di solito il ricordo mira a preferire la narrazione di fatti, scelte, ragionamenti, emozioni e quant'altro possa assumere valore di condivisibilità etica da parte della comunità: di ciò si tesse dunque la lode, e il defunto viene - spesso con enfasi retorica - identificato con tali positività, che sono dunque parte di ciò che la comunità avrà perso se non perpetuato da altri.
L'omissione delle negatività è parte dell'ossequio funebre, ma corrisponde a un più generale istinto umano: anche nei meri modi di dire della quotidianità, del resto, il defunto è il "caro" estinto, il "compianto", e soprattutto la "buonanima", quali che ne fossero le inclinazioni in vita. Al di là di chi potesse avervi rancori personali, il ricordo di un morto è sempre benevolmente considerato e secondo alcuni si tratterebbe di un retaggio di quando era generalizzata la paura dei morti.
Il giudizio è dunque in genere sempre di assolvimento, almeno per suprema pietà, quasi che (con riferimento religioso) si tenti di munire il defunto di una sorta di "referenze" per quel giorno che altri giudicheranno.

### Il pianto e il riso
Soprattutto nel mondo occidentale, la morte è vissuta con dolore (cordoglio - letteralmente dolore del cuore), rimpianto, commozione, senso di privazione del rapporto con il defunto, innescandosi il lutto.
In questo senso prevale l'interpretazione dell'evento come fatto negativo, un danno sia personale che sociale che colpisce i superstiti, oltre che il defunto; e ciò anche laddove siano maggiormente influenti i culti che considerano la morte come un avvicinamento alla deità e dunque un momento, se non positivo in sé, quantomeno non negativo.
Presso alcuni contesti il dolore della perdita è superato (o "esorcizzato") dalla gioia, che può essere dettata:
- dalla convinzione per il raggiungimento di una dimensione ultraterrena: in tali contesti il rito funebre, pur senza intaccarsene la sacralità, è segnato da passaggi festosi e talvolta ludici, e le ritualità comprendono occasioni a volte di convivio, altre volte di canto (o di esibizione poetica), oppure
- dalla volontà di onorare la memoria del defunto dedicandogli un momento di piacere anziché di dolore, vivendo in suo onore un momento di vita piacevole e non di malgradita mancanza.

## Il funerale nel mondo contemporaneo

### In Italia
In Italia lo svolgimento dei funerali è normato dal DPR 285/90 (che è stato oggetto, in seguito, di alcune circolari interpretative, ed è stato in alcune parti superato da successivi provvedimenti di legge come ad esempio per quanto riguarda la cremazione).

Funerali di un prelato in Piemonte, nel 1938; in molte parti d'Italia tradizionalmente la salma è condotta al luogo di devozione o di inumazione con un corteo che assume caratteri di processione

Il DPR 15/97 regolamenta i requisiti strutturali, tecnologici e organizzativi minimi per l'esercizio delle attività sanitarie da parte delle strutture pubbliche e private sul servizio mortuario. La prescrizione ai comuni di “istituire una sala per onoranze funebri al feretro” è rimasta generalmente lettera morta, salvo per quei cimiteri dove sia possibile effettuare anche la cremazione: in questo caso, la cosiddetta “sala della memoria” può essere utilizzata pure per questo scopo.
Anche in paesi di copiosa produzione normativa come l'Italia, curiosamente, le materie funebri sono coperte da esigua regolamentazione, nella quale è del tutto prevalente l'aspetto sanitario (norme di sicurezza epidemiologica). L'inespresso e non codificato diritto funebre (diritto a una rispettosa sepoltura) non è sempre stato rispettato con universalità e uguaglianza: sino a pochi secoli fa, ad alcune categorie di defunti (tra i quali i suicidi e gli attori) era vietato dedicare onoranze funebri e addirittura veniva negata loro l'ordinaria sepoltura (si inumavano in terra sconsacrata, che sovente voleva dire che se ne sarebbero disperse le salme). Inoltre, spesso non esistono strutture adeguate alla celebrazione di cerimonie laiche officiate da celebranti umanisti.
In Italia, generalmente, le volontà del defunto in merito alla modalità di esecuzione del funerale, se espresse, vengono rispettate, ma, chi teme che il suo erede (o chi altro dovrà seppellirlo) possa non rispettare la sua volontà riguardo alle esequie, può redigere un testamento olografo (scritto, cioè, tutto di suo pugno, a mano, datato e firmato) per poi chiuderlo in una busta e consegnarlo a un notaio: questo è il caso di testamento segreto (a meno che non preferisca farlo scrivere direttamente dal notaio, e allora sarebbe un testamento pubblico) dove scrive, fra l'altro, che se l'erede non rispetterà la sua volontà riguardo alle esequie, le disposizioni testamentarie a suo favore si intenderanno revocate, salvo solo quanto ha diritto di ricevere per legge. Per garantire questa disposizione, potrà nominare un esecutore testamentario, scrivendo una lettera all'erede, ribadendo la sua volontà riguardo alle esequie, avvertendolo di quanto ha disposto nel testamento a questo riguardo e informandolo del notaio e dell'esecutore testamentario.

### Negli Stati Uniti d'America
Per la legge negli Stati Uniti d'America, i deceduti hanno poca voce riguardo al modo in cui vengono organizzati i loro funerali. La legge generalmente sostiene che le esequie servono per il bene dei sopravvissuti, piuttosto che per esprimere le volontà personali e i gusti del deceduto. In molte giurisdizioni statunitensi, il moribondo può impartire istruzioni relativamente al proprio funerale attraverso le ultime volontà e il testamento.

## Riti civili e riti religiosi
Alcune persone non apprezzano la confusione e l'ostentazione che in alcuni casi avviene durante i funerali, preferendo un rito privato o chiedendo espressamente che non vengano portati fiori. In tali casi è pratica piuttosto comune fare una donazione a un'associazione in beneficenza in memoria del defunto.
Nel periodo intercorrente fra il decesso e il funerale la salma viene esposta all'omaggio di amici e parenti in un locale (una stanza dell'appartamento, se il decesso è avvenuto in casa) illuminata da candele che rimangono accese giorno e notte e che, per questo, viene chiamata popolarmente Camera ardente (anche se oggi le candele sono quasi sempre sostituite da lampade elettriche idonee). In alcuni Paesi, a volte una leggera cena segue il servizio funebre. Nella tradizione irlandese, ciò ad esempio è particolarmente sentito.

### Il rito civile
Anche il funerale civile richiama la collettività al rispetto per la morte, solitamente al fine di corroborare le basali istanze di rispetto per la vita, e ne svolge i prescritti simbolismi.
In queste cerimonie il rito è anche l'espressione di osservanza ufficiale di una sorta di "diritto alle onoranze" già spettante ai vivi per quando decederanno, salvaguardando ad esempio il diffuso istintivo timore per il rispetto delle proprie future spoglie. Ciò non risponde in genere a canoni codificati, ma più spesso a un comune buon senso applicato d'iniziativa.

### Il rito cattolico

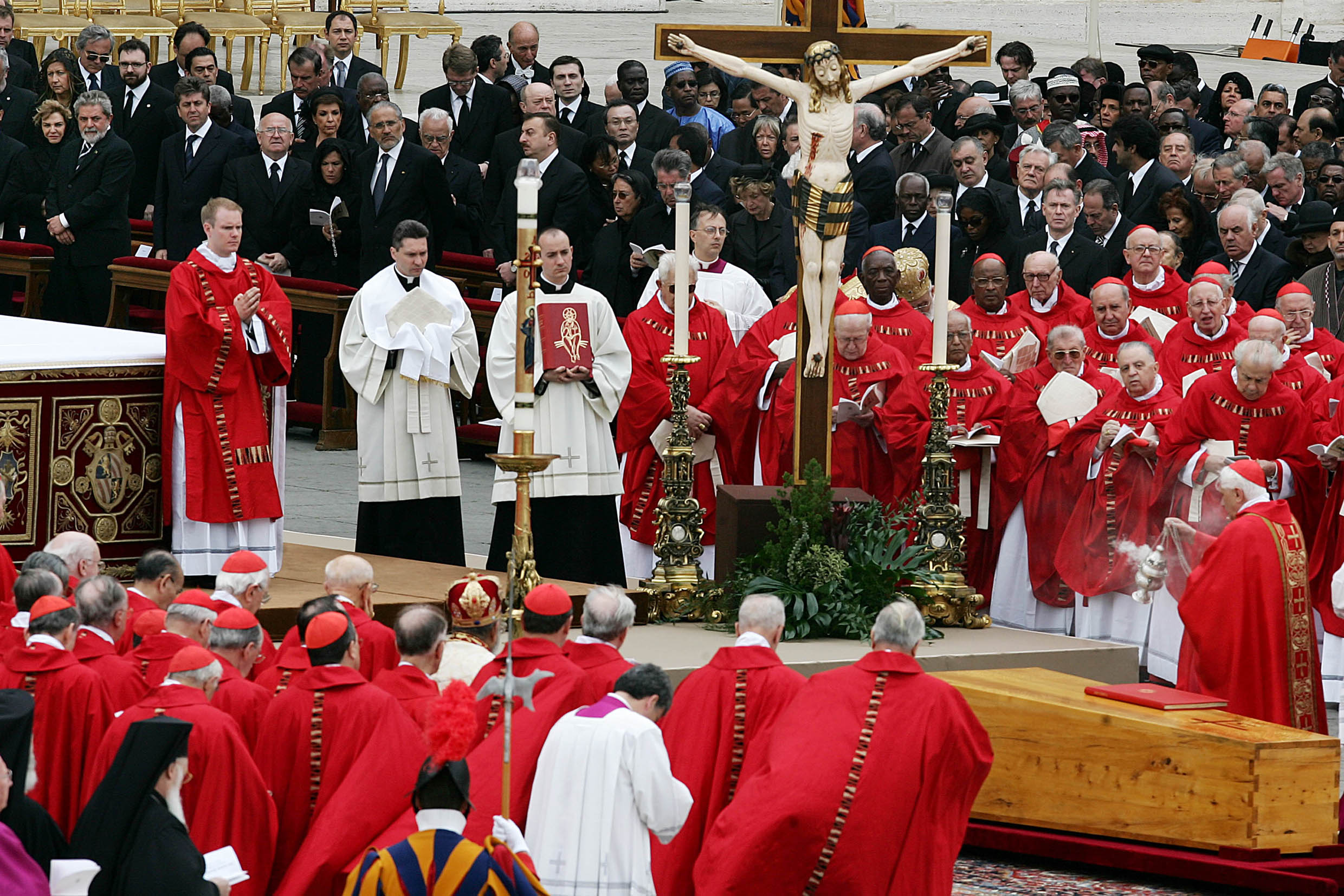
Esequie di Papa Giovanni Paolo II

Nella tradizione cattolica, il funerale si divide generalmente in tre parti principali:
- La "contemplazione" o "veglia funebre" durante la quale il corpo del defunto è esposto nella cassa da morto o bara. Partecipano alla veglia funebre gli amici e i parenti, e normalmente si tratta di una partecipazione non rigidamente codificata. In alcuni casi, c'è un libro delle condoglianze sul quale i partecipanti appongono la propria firma. Gli amici e i parenti che non possono partecipare di solito inviano dei fiori o telegrammi ai familiari. La veglia termina con una preghiera comune, di norma il rosario, recitato anche da un sacerdote in chiesa o nell'abitazione del defunto.
- Le "esequie". Il presbitero o vescovo presiede la messa esequiale, durante la quale la bara viene aspersa con l'acqua benedetta e incensata. La messa può comunque essere celebrata in altro momento, e il rito funebre può consistere in una liturgia al centro della quale vi siano la lettura di brani biblici e l'opportuna omelia; in questo caso, il rito funebre può essere presieduto anche da un diacono o da un laico o laica. Al termine di questa celebrazione, in alcune particolari occasioni, un amico o un parente della persona scomparsa può pronunciare un elogio funebre, riguardo alla vita e alle attività del defunto (l'uso degli elogi funebri durante il funerale vero e proprio è però a volte sconsigliato).
- La cerimonia si conclude di solito con il pio officio della sepoltura, che conclude il funerale e si tiene di solito nei pressi della tomba o cappella, nelle vicinanze dei colombari dei moderni cimiteri metropolitani o anche in un locale attiguo al crematorium, dove il corpo della persona deceduta verrà infine sepolto o cremato. Spesso il percorso dalla chiesa al cimitero è seguito, maggiormente a piedi, dai partecipanti al funerale o da alcuni di questi. Al rito può seguire la presentazione delle "condoglianze" agli intimi del defunto (in genere i familiari e gli amici più stretti)

La Chiesa cattolico-romana, ai sensi del canone 1184 del Codice di diritto canonico, si riserva il diritto di negare il rito delle esequie:
- qualora il defunto sia notoriamente apostata, eretico, scismatico o abbia richiesto che nel registro dei battesimi sia annotata la sua rinuncia alla religione cattolica e agli effetti derivanti dal battesimo ricevuto in precedenza (spesso nell'infanzia);
- qualora si tratti di peccatori manifesti, le cui esequie darebbero pubblico scandalo dei fedeli;
- in linea generale, la sepoltura cristiana sarebbe negata anche ai suicidi, in quanto tale atto è considerato dai cattolici un peccato mortale, grave al pari dell'omicidio; oggi la Chiesa cattolico-romana tende a derogare a questo divieto, presumendo che un suicida - molto probabilmente - non fosse perfettamente consapevole e padrone di sé al momento del compimento di tale atto, e che perciò fosse incapace di quella "piena avvertenza" e "deliberato consenso" che sono condizioni necessarie per il compimento di un peccato mortale.

L'antifona «L'eterno riposo» è la più frequente preghiera cattolica per il culto dei morti. La preghiera dei viventi e in particolare la celebrazione eucaristica (detta Messa di suffragio) sono offerte per i defunti, affinché, purificati, possano giungere alla visione beatifica di Dio. La Chiesa raccomanda anche le elemosine, le indulgenze e le opere di penitenza a favore dei defunti.

## Sistemazione definitiva del corpo
Le diverse culture hanno ideato modi diversi di disporre definitivamente i corpi dei defunti.

### Sepolture
Alcune depongono i morti in sepolture di varia natura, a volte definendo luoghi specifici ove ciò sia consentito. La fossa all'interno di cimiteri è tra gli usi più diffusi di seppellimento.
Quando la bara è posta nella fossa, il prete, secondo il rito cattolico recita la seguente orazione:
In certi luoghi, tuttavia, il procedimento non appare pratico. Ad esempio a New Orleans, in Louisiana, il sottosuolo è talmente intriso di acqua per la presenza di paludi profonde ed estese da obbligare i locali a costruire tombe al di sopra del terreno.
Altrove, la sepoltura separata è di solito riservata a persone ricche o socialmente rilevanti. Tombe di grandi dimensioni sopra il terreno sono chiamate mausolei (sebbene il termine non avesse un significato originario funerario e tuttora non intende solo tali tombe).
Altre sepolture sono nelle cripte all'interno delle chiese: anche in questo caso si tratta di un privilegio per lo più accordato a defunti che abbiano avuto rilevanza sociale in vita. In tempi recenti, quest'usanza è stata osteggiata dalle norme igieniche pubbliche.
Non sempre, poi, la sepoltura è permanente. In certe aree, le aree funerarie debbono essere riutilizzate a causa del limitato spazio disponibile. In tali aree, quando i cadaveri si siano ridotti a scheletri, le bare essendosi sgretolate per effetto del tempo, le povere ossa ormai consunte vengono spostate in ossari o in fosse comuni.
La sepoltura in mare è una locuzione in sé impropria che indica la deliberata escussione in mare del cadavere, appesantito in modo tale da garantirne l'affondamento. Si tratta di una pratica comune nella marineria e nelle popolazioni che vivono e si spostano sull'acqua. La Chiesa d'Inghilterra, considerata la nota vocazione marinara della sua comunità, ha aggiunto particolari forme di servizio funebre al suo Libro di Preghiere comuni proprio per tali evenienze.

### Cremazione

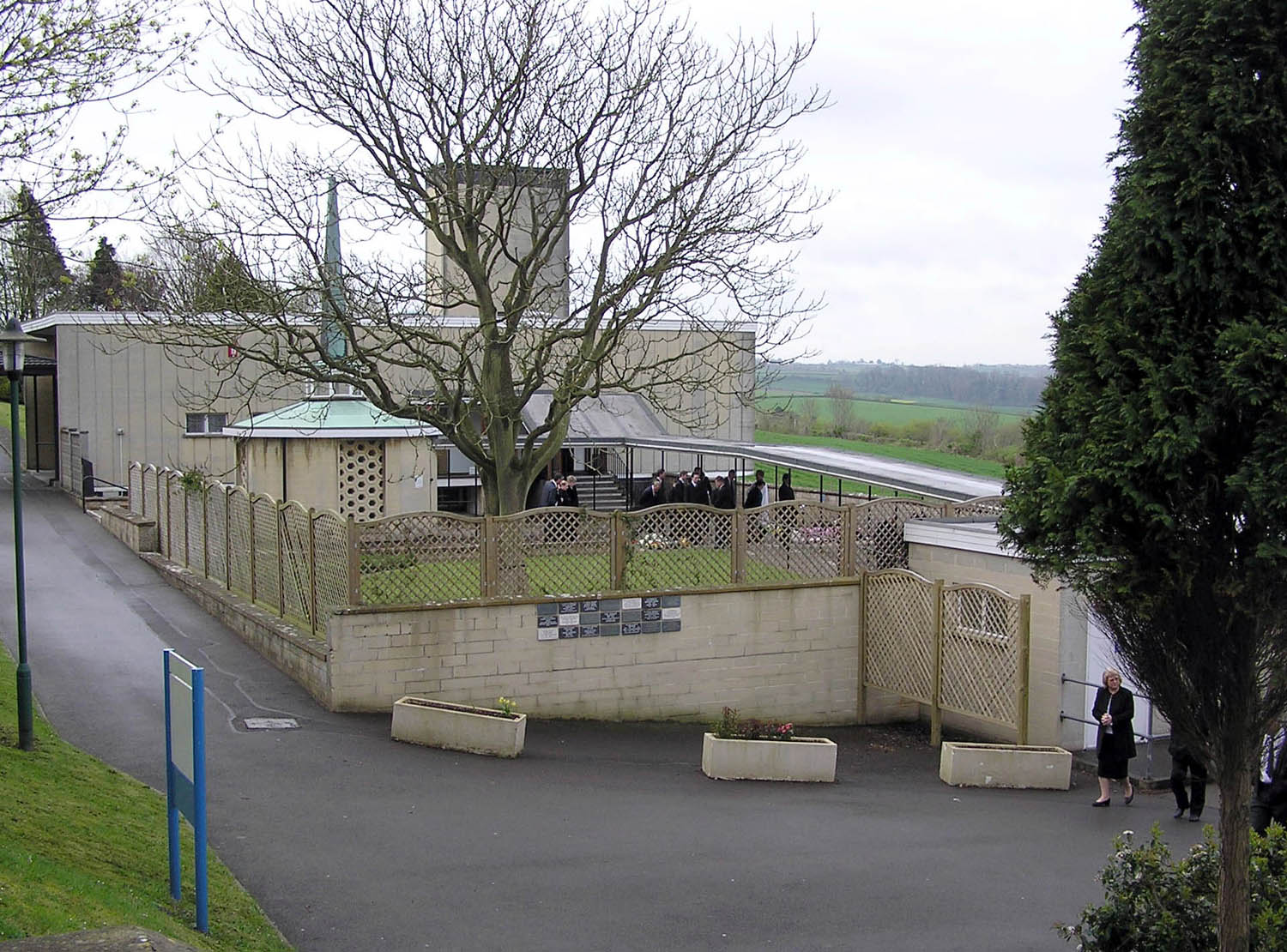
Un crematorio in Inghilterra

Anche la cremazione è un'usanza antica, anzi, nell'Antica Roma era l'uso funebre più consueto. I Vichinghi erano a volte cremati sulle loro navi e in seguito il luogo veniva segnato erigendovi pietre. Ultimamente, a dispetto delle obiezioni di alcuni gruppi religiosi, la cremazione si sta diffondendo rapidamente.

#### In Italia
In Italia la cremazione è regolamentata dalla Legge n. 130 del 30 marzo 2001.
La principale novità del testo è data dal venir meno del divieto di dispersione delle ceneri. È caduto conseguentemente l'obbligo di conservazione nei cimiteri, per cui, ora, le ceneri verranno consegnate direttamente ai familiari.
La dispersione potrà essere effettuata in spazi aperti (mare, bosco, montagna, campagna...), in aree private, oppure in spazi riservati all'interno dei cimiteri: non potrà avvenire all'interno dei centri urbani. Sarà anche possibile conservare l'urna in casa, purché vi sia riportato il nome del defunto.
La legge dà anche indicazioni alle amministrazioni locali per la costruzione di crematori e istituisce il divieto di trarre lucro dalla dispersione delle ceneri.
La legge attribuisce al Ministro della salute il compito di provvedere alla modifica del regolamento di polizia mortuaria, approvato con DPR 10 settembre 1990, n. 285, allo scopo di disciplinare proprio la dispersione delle ceneri.

#### Posizioni religiose
Gli ebrei ortodossi la proibiscono in ossequio alla norma religiosa detta Halakhah, ritenendo che l'anima di una persona cremata non possa raggiungere il riposo eterno; lo stesso fanno i cristiani ortodossi, come pure gran parte dell'Islam. La Chiesa cattolica l'ha proibita per molti anni, ma dal 1963 la consente, purché non sia finalizzata a esprimere incredulità verso la dottrina della resurrezione dei corpi, e prescrive anche che le ceneri siano comunque sepolte, non permettendone né la dispersione né la custodia domestica. Pertanto, oggi molti cimiteri cattolici hanno edifici che ospitano nicchie per la sepoltura dei resti delle cremazioni. Infine, alcune correnti del protestantesimo la consentono, ma non le più conservatrici.

### Altro
- Recentemente, un nuovo modo di sistemazione del cadavere, detto funerale ecologico, è stato suggerito da un biologo svedese. Basato sulla tecnologia del freddo, la sua principale caratteristica consiste nel sistemare il cadavere in modo da riciclarsi massimamente nel terreno.
- Tra le forme più rare di sistemazione del cadavere vi è l'esposizione agli elementi naturali, come facevano diverse tribù di indiani d'America. Oggi è ancora praticata dagli zoroastriani a Bombay, dove le torri del silenzio consentono agli avvoltoi e ad altri uccelli divoratori di carogne di cibarsi dei cadaveri esposti. Tale pratica, nota come sepoltura celeste, è praticata ancora oggi in Tibet.
- Il cannibalismo post-mortem (necrofagia) è praticato in certe culture, ove è peraltro ritenuto responsabile del diffondersi di una malattia da prione chiamata kuru.
- La mummificazione consiste nel disseccare i corpi attraverso l'imbalsamazione al fine di assicurarne la conservazione; gli esperti più famosi di tale procedimento furono gli antichi Egizi: molti corpi di nobili o alti funzionari furono mummificati e conservati in mausolei o, nel caso di alcuni faraoni, in piramidi. In epoca più recente sono celebri le imbalsamazioni di Lenin e Ho Chi Minh.